# Fernando Soto (actor español)
Fernando Soto López (Madrid, 18 de octubre de 1968) es un actor español.

## Biografía
Fernando Soto (Madrid,España, 1968) es director y actor, licenciado en Arte Dramático en la RESAD (1992).
Como actor, ha trabajado en numerosas producciones, en el Teatro de la Abadía en el que ha participado en espectáculos como Maridos y mujeres, Sobre Horacios y Curiaceos, Me acordaré de todos vosotros, La melancolía de King Kong o Medida por Medida.
También se le ha podido ver en espectáculos como Perfectos desconocidos, dirigido por Dani Guzmán, La Avería, dirigido por Blanca Portillo, Alejandro y Ana con Animalario Teatro, en el Centro Dramático Nacional con Madre Coraje o La ciudad oscura de Antonio Rojano, o en el Teatro Español con Don Juan, El loco de los Balcones o interpretando a Sancho Panza en Yo soy Don Quijote de la Mancha, texto de José Ramón Fernández junto a José Sacristán, entre otros trabajos.
En cine ha trabajado con directores como Daniel Monzón (Celda 211),Paco León (Kiki) Ángeles González Sinde (Una palabra tuya, La suerte dormida), Imanol Uribe (Miel de Naranjas), Alberto Rodríguez (After), Eduardo Chapero Jackson (Verbo), Julien Leclerq (The Informant), Álex de la Iglesia (Balada triste de trompeta).
En televisión ha intervenido en numerosas series como Servir y proteger, La casa de papel, Amar es para siempre, La Catedral del mar, Isabel, Alatriste, Homicidios, Vive cantando, La pecera de Eva, Frágiles, Sin tetas no hay paraíso, Doctor Mateo, Hospital Central, Aída, Vientos de agua, La que se avecina, El rey, Mi gitana, Cuestión de sexo, La señora, Guante blanco, La princesa de Éboli, Mario Conde (los días de gloria), Los Serrano... Entre sus trabajos como director destacan La Estupidez de Rafael Spregelburd, Drac Pack de Najwa Nimry, Carlos Dorrego y Emilio Tome. Constelaciones, de Nick Payne. El minuto del payaso, de José Ramón Fernández. Babilonia, de José Ramón Fernández, Las Cervantas de José Ramón Fernández e Inma Chacón. Taxidermia de un gorrión, de Oskar Galán, Trainspotting de Harry Gibson, Bailar en la Oscuridad a partir del film de Von Trier, Autopsia, de José Manuel Mora, Rulos y Prohibido besar, de Ángeles González Sinde, Hámster, de Santiago Cortegoso, La virtud de la torpeza y Delirare, de Cristina Redondo.
Es director y coautor del espectáculo Mejorcita de lo mío y Al final todos nos encontraremos, creación colectiva programada en el Teatro de la Abadía.
Director de espectáculos en el patrimonio para la Productora EscenaTe con la que dirige trabajos en espacios como el Museo del Prado, Jardín del Capricho o la Muralla de Ávila.

## Filmografía

### Cine
- 2015: Kiki, el amor se hace como Fernando.
- 2012: Su vida ha muerto.
- 2012: Miel de naranjas como don José.
- 2011: Verbo como Rafa.
- 2009: Celda 211 como Armando Nieto.
- 2003: La suerte dormida como Trabajador 2.
- 2000: Hazlo por mí  como Rafa.

### Televisión
- 2022: Travesuras de la niña mala como Chames en Vix[4]
- 2021-2022: Servir y proteger como Rubén Redondo en La 1

- 2019: Secretos de Estado como Álvaro Calles en Telecinco
- 2018: Apaches como Santos en Antena 3
- 2017-2021: La casa de papel como el subinspector Ángel Rubio en Antena 3
- 2016: La sonata del silencio como Próculo en La 1
- 2016-2017: Amar es para siempre como Camilo en Antena 3
- 2014: Cuéntame un cuento: Hansel y Gretel como Hombre de la furgoneta en Antena 3
- 2013: Vive cantando como Padre de Nacho y Paula en Antena 3
- 2013: Isabel como Rodrigo Ponce de León, marqués de Cádiz en La 1
- 2011: Homicidios como Marcelo Salas "El Cazador" en Telecinco.
- 2009: Sin tetas no hay paraíso como Quesada en Telecinco.
- 2008: Guante blanco
- 2008: Doctor Mateo como Mario en Antena 3.
- 2006: Profesor en La Habana como Machín Canal Sur Televisión.
- 2006: Los Serrano en Telecinco.
- 2006: Hospital Central como Bombero en Telecinco.
- 2005: El inquilino en Antena 3.
- 2005: Aída como  Paco en Telecinco.
- 2005: Vientos de agua como Nicolás en Telecinco.
- 2004: Aquí no hay quien viva como Inspector en Antena 3.
- 2000: Hospital Central como Héctor en Telecinco.
- 2000: Un chupete para ella como  Policía  en Antena 3.
- 1999: Compañeros como Perrero en Antena 3.
- 1997: Periodistas como Funcionario en Telecinco.
- 1990: Las rutas del progreso como Pulcinella en La 1.

### Películas de televisión
- 2010, La princesa de Éboli en Antena 3.
- 2010, No soy como tú en Antena 3.
- 2015, Teresa en TVE.

## Premios
- Premio Max al mejor espectáculo: Sobre Horacios y Curiacios. Teatro de la Abadía. 2005.
- Alejandro y Ana (Lo que España no pudo ver del banquete de boda de la hija del presidente). Animalario Teatro, 2004.
- Finalista mejor espectáculo infantil premios Max 2003 por la dirección de "Pinocho.